# 亀梨和也
亀梨 和也（かめなし かずや、1986年〈昭和61年〉2月23日 - ）は、日本のアイドル、俳優、キャスター、司会者、男性アイドルグループKAT-TUNの元メンバー。
東京都江戸川区出身。STARTO ENTERTAINMENTに所属していた。

## 来歴
親戚が本人の知らないうちに履歴書を送り、NHKで行われたオーディションに連れていかれ、1998年、中学1年生の時にジャニーズ事務所に入所。同期は赤西仁、中丸雄一、増田貴久、藤ヶ谷太輔、塚田僚一、越岡裕貴。
1999年10月、テレビドラマ『3年B組金八先生 第5シリーズ』（TBSテレビ）で俳優デビュー。2001年4月、KAT-TUN結成。2004年に出演して以降、ミュージカル『DREAM BOY』シリーズに毎回出演し、2007年から2012年まで主演を務めた。
2005年1月期ドラマ『ごくせん』第2シリーズ（日本テレビ）にメイン生徒役として出演し、赤西仁とともにブレークし知名度を上げる。ソロで挿入歌「絆」も担当した。また10月期ドラマ『野ブタ。をプロデュース』（日本テレビ）で共演した山下智久と期間限定ユニット・修二と彰として11月2日に主題歌の「青春アミーゴ」を発売し、同年初のミリオンセラーを達成する。また、情報番組『ズームイン!!サタデー』（日本テレビ）総合プロデューサーに抜擢される。
2006年3月22日にKAT-TUNとして『Real Face』でCDデビュー。9月にはベストジーニスト（一般選出部門）を初受賞し、ここから5年連続で同賞を受賞し、殿堂入りした。
2013年5月25日公開の映画『俺俺』で、映画単独初主演をはたした。また同年10月期ドラマ『東京バンドワゴン〜下町大家族物語』（日本テレビ）で共演した玉置浩二と期間限定ユニット・堀田家BANDを組み、11月6日にドラマ主題歌を収録したシングル『サヨナラ☆ありがとう』を発売。
2017年4月期のドラマ『ボク、運命の人です。』（日本テレビ）で主演を務め、共演の山下智久と2005年以来となるユニット・亀と山Pを組み、主題歌を収録したシングル『背中越しのチャンス』を発売。『24時間テレビ40』のメインパーソナリティーを櫻井翔、小山慶一郎とともに務めた。また7月から10月にかけて、自身初となるソロコンサートを行う。
2019年5月、『Rain』でソロデビュー。オリコンウィークリーランキングで初登場1位を獲得する。
2020年8月17日、一部週刊誌による報道を受け、厳重注意のうえ書面による反省を促す旨が発表された。
2021年3月、4時間生放送番組『日テレ系音楽の祭典 Premium Music 2021』（日本テレビ）にて初の音楽番組MCを松下奈緒と務める。また、同年10月から『一撃解明バラエティ ひと目でわかる‼』（日本テレビ）でバラエティ番組初MCを務める。
2023年1月1日、公式Instagramを開設。同年10月23日、YouTubeチャンネルを開設。
2024年3月23日より「Inside 23」（インサイド ミー）プロジェクト＝「亀梨がこれまでに出会った人やこれから出会う人、物・コトなどについて知りたいことを自ら学んで取り入れ、そして共有して形にしていくプロジェクト」を本格始動。
2025年2月12日、同年3月31日をもってKAT-TUNが解散し、亀梨がSTARTO ENTERTAINMENTを退所することが発表された。
同年4月1日、公式Xを開設し、新たなソロ写真を掲載。同月3日にはオフィシャルサイトもオープンし、6月23日午後6時にはオフィシャルファンクラブもオープンした。8月19日にはオフィシャルアプリがソニー・ミュージックソリューションズよりリリースされた。

## 人物

### 野球に関するエピソード
野球漫画『タッチ』の上杉和也にちなんで「和也」と名付けられる。小学1年生の時、親に頼んで江戸川区のシニアリーグに入団。小学6年生の時に軟式の世界大会に主に投手として出場した経験をもつ。また、この大会の時、のちに2008年の北京オリンピックや2009年のWBCに出場した王超が亀梨宅にホームステイしていたという。シニアリーグには中学1年生まで所属した。ジャニーズ事務所に入ってからも、社長のジャニー喜多川からは「ユー、甲子園出てよ」と言われ続け、2003年には亀梨をリーダーとした阪神タイガースのサポーターユニット・タイガースJr.が結成された。ジャニーズ野球大会でもピッチャーを務めていたが、「とにかくユー、本気でやってよ」と、芸能の仕事では怒られないにもかかわらず野球のことでは叱咤され、「ユー、ジャニーズの席空けとくからさ、マイナーリーグからチャレンジしてきてよ」とまで言われていた。
2010年4月から、スポーツ・ニュース番組『Going!Sports&News』（日本テレビ）でスポーツキャスターを務め、“ベースボールスペシャルサポーター”として、コーナー「亀梨和也のプロ野球プロジェクト」を担当。番組内で「ホームランプロジェクト」と題して2年半に渡ってホームランに挑戦し、2013年1月14日の放送達成した。後続企画の「剛速球プロジェクト」では、プロ野球投手らに指導を受け球速アップを目指した。2011年から2018年まで日本テレビ系プロ野球中継でも「ベースボールスペシャルサポーター」に就任している。
大人になってからも地元の江戸川区からプロ野球選手が生まれることを願い、リーグの全チームに毎年ボールを寄付している。

### その他のエピソード
漫画家でありイラストレーターであるわたせせいぞうの大ファンで、絵を自宅に飾り、毎日寝る前に眺めるほどだという。

## 受賞歴
2005年
- 第44回ザテレビジョンドラマアカデミー賞 助演男優賞『ごくせん』
- 第8回日刊スポーツ・ドラマグランプリ賞 助演男優賞『ごくせん』
- 第47回ザテレビジョンドラマアカデミー賞 主演男優賞『野ブタ。をプロデュース』

2010年
- 第23回 - 27回 ベストジーニスト 一般選出部門（2006年 - 2010年、5年連続受賞による殿堂入り）
- 第13回日刊スポーツ・ドラマグランプリ賞 主演男優賞『ヤマトナデシコ七変化』

2011年
- 第71回ザテレビジョンドラマアカデミー賞 主演男優賞『妖怪人間ベム』
- 第15回日刊スポーツ・ドラマグランプリ賞 主演男優賞『妖怪人間ベム』

## 出演
※主演作品は太字表記

### テレビドラマ
- 3年B組金八先生 第5シリーズ（1999年10月14日 - 2000年3月30日、TBSテレビ） - 深川明彦 役
  - 3年B組金八先生 第5シリーズSP（2001年4月5日）
  - 3年B組金八先生 第6シリーズ 第11話・第12話（2001年12月20日・2002年1月10日）
  - 3年B組金八先生 ファイナル「最後の贈る言葉」（2011年3月27日）
- 史上最悪のデート「吸血鬼なんか怖くない」 第16話（2001年3月25日、日本テレビ） - トオル 役
- ごくせん 第2シリーズ（2005年1月15日 - 3月19日、日本テレビ） - 小田切竜 役[47]
- 金田一少年の事件簿「吸血鬼伝説殺人事件」（2005年9月24日、日本テレビ）- 金田一一 役[48]
- 野ブタ。をプロデュース（2005年10月15日 - 12月17日、日本テレビ） - 桐谷修二 役[注 1]
  - 野ブタ。をプロデュース 特別編（2020年4月11日- 6月20日）[50][51][52][53]
- サプリ （2006年7月10日 - 9月18日、フジテレビ） - 石田勇也 役（伊東美咲とW主演）
- ユウキ - 24時間テレビ29（2006年8月26日、日本テレビ） - ユウキ（三田雄基） 役
- 喰いタンスペシャル「香港全部食べちゃうぞ!」編（2006年9月30日、日本テレビ）- 神崎弘人 役
- たったひとつの恋 （2006年10月14日 - 12月16日、日本テレビ） - 神崎弘人 役
- 特急田中3号 第9話（2007年6月8日、TBSテレビ）[54] -  柴原徹 役（友情出演）
- 1ポンドの福音 （2008年1月12日 - 3月8日、日本テレビ） - 畑中耕作 役[55]
- 神の雫 （2009年1月13日 - 3月10日、日本テレビ） - 神咲雫 役[56]
- MR.BRAIN 第3話（2009年6月6日、TBS） -  和久井雅和 役[57]
- ヤマトナデシコ七変化 （2010年1月15日 - 3月19日、TBSテレビ） - 高野恭平 役
- 妖怪人間ベム （2011年10月22日 - 12月24日、日本テレビ） - ベム 役
- ドラゴン青年団 最終回（2012年9月25日、TBS）- 謎の総裁 役（特別出演）
- 東京バンドワゴン〜下町大家族物語 （2013年10月12日 - 12月14日、日本テレビ） - 堀田青 役
- セカンド・ラブ（2015年2月6日 - 3月20日、テレビ朝日） - 平慶 役
- 怪盗 山猫（2016年1月16日 - 3月19日、日本テレビ） - 山猫 役[58]
- ボク、運命の人です。（2017年4月15日 - 6月17日、日本テレビ） - 正木誠 役
- 時代をつくった男 阿久悠物語（2017年8月26日、日本テレビ） - 阿久悠 役
- FINAL CUT（2018年1月9日 - 3月13日、関西テレビ・フジテレビ） - 中村慶介 役
- ドラマスペシャル 手紙（2018年12月19日、テレビ東京）- 武島直貴 役[59]
- ストロベリーナイト・サーガ（2019年4月11日 - 6月20日、フジテレビ） - 菊田和男 役（二階堂ふみとのW主演）[60]
- レッドアイズ 監視捜査班（2021年1月23日 - 3月27日、日本テレビ） - 伏見響介 役[61]
- 正義の天秤（2021年9月25日 - 10月23日、NHK総合） - 鷹野和也 役[62][63]
  - 正義の天秤 season2（2023年5月6日 - 6月3日、NHK総合）[64][65]
- 正体（2022年3月12日 - 4月2日、WOWOW） - 鏑木慶一 役[66][67]
- 大奥（2024年1月18日 - 3月28日、フジテレビ） - 徳川家治 / 市村幸治郎 役[68][69][70]
- Destiny（2024年4月9日 - 6月4日、テレビ朝日） - 野木真樹 役[71]
- ゲームの名は誘拐（2024年6月9日 - 6月30日、WOWOW） - 佐久間駿介 役[72][73]

### 配信ドラマ
- 外道の歌（2024年12月6日 - 2025年1月10日、DMM TV） - 島田虎信 役（窪塚洋介とW主演）[74]

### 映画
- ごくせん THE MOVIE（2009年7月11日公開、東宝）- 小田切竜 役[75]
- 映画 妖怪人間ベム（2012年12月15日公開、東宝） - ベム 役
- 俺俺（2013年5月25日公開、ジェイ・ストーム）- 永野均 役
- バンクーバーの朝日（2014年12月20日公開、東宝） - ロイ永西 役
- ジョーカー・ゲーム（2015年1月31日公開、東宝）- 嘉藤次郎 役
- PとJK（2017年3月25日公開、松竹） - 佐賀野功太 役[76]
- 美しい星（2017年5月26日公開、ギャガ） - 大杉一雄 役[77]
- 事故物件 恐い間取り（2020年8月28日公開、松竹） - 山野ヤマメ 役[78]
- 怪物の木こり（2023年12月1日公開、ワーナー・ブラザース映画） - 二宮彰 役[79]
- でっちあげ〜殺人教師と呼ばれた男（2025年6月27日公開、東映） - 鳴海三千彦 役[80]
- 事故物件ゾク 恐い間取り（2025年7月25日公開、松竹） - 亀梨和也 役[81]

### スポーツ番組
- Going!Sports&News（2010年4月4日 - 、日本テレビ）※日曜日のみ出演[38]
  - 上田晋也×亀梨和也のGoing!野球（2010年3月27日 - 、日本テレビ）
  - 亀梨和也のスポーツ全力応援 好キニナル（2016年4月17日 - 、日本テレビ）- MC
- Dramatic Game 1844→次の瞬間、熱くなれ。THE BASEBALL→Fun!BASEBALL!!→DRAMATIC BASEBALL（2011年4月12日 - 、日本テレビ）- ベースボールスペシャルサポーター
- 球界逸話スタジアム 亀梨和也の神ってる話（2017年4月1日 - 、日本テレビ） - MC
- ネオコロッセオ（2021年12月22日、日本テレビ） - MC[82]

### ドキュメンタリー
- 高校野球100年 レジェンドが語る 名勝負の秘密 - ナビゲーター（NHK総合）[83]
  - 第1回 太田幸司「日本中が釘付け!激闘の延長再試合」（2015年8月6日）
  - 第2回 桑田真澄「敗北こそが、わが思い出!エースの悔しき敗戦」（2015年8月7日）
  - 第3回 荒木大輔「初々しさの快進撃!無名1年生投手の大活躍」（2015年8月10日）
  - 第4回 金村義明「最後まであきらめない!奇跡の逆転劇」（2015年8月11日）
- 亀梨和也のヒーローになった日（2020年4月11日、日本テレビ） - ナレーション、ナビゲーター[84]
- ドラマチックドキュメンタリー〜独占密着!巨人を背負う男達の1年〜（2023年12月30日、フジテレビ） - ナレーション[85]

### テレビ番組
- 24時間テレビ40「愛は地球を救う」（2017年8月26日 - 27日、日本テレビ） - メインパーソナリティー[18]
- クイズ!その時スーパースターは?（2020年6月29日、日本テレビ） - かまいたちとMC[86]
- 日テレ系音楽の祭典 Premium Music 2021（2021年3月24日、日本テレビ） - 松下奈緒とMC[87]
- 一撃解明バラエティ ひと目でわかる!（2021年10月19日[88] - 2022年9月6日、日本テレビ） - MC[89]
- カネ梨和也（2023年1月13日 - 4月1日〈レギュラー〉[90]・7月10日〈特番〉[91]、日本テレビ） - MC[92]
- 日テレ系!!生番組の祭典 生デミー賞2023秋（2023年10月5日、日本テレビ） - 中山秀征とMC[93]
- 世界を救う!ワンにゃフル物語 柴と三毛と亀梨くん（2025年4月16日 - 、テレビ東京） - MC[94]

### テレビアニメ
- ハートカクテル カラフル 春編（2023年3月28日 - 29日、NHK総合）- 声優[95][96]
  - ハートカクテル カラフル 夏編（2023年7月31日 - 8月4日、NHK総合）- 声優[97]
  - ハートカクテル カラフル 冬編（2023年12月11日 - 15日、NHK総合）- 声優[98]

### 舞台
- DREAM BOYS（2007年9月5日 - 30日、帝国劇場） - 主演[10]
  - DREAM BOYS（2008年3月4日 - 30日、帝国劇場 / 4月4日 - 16日、梅田芸術劇場） - 主演[10]
  - DREAM BOYS（2009年9月4日 - 29日、帝国劇場 / 10月13日 - 25日、梅田芸術劇場） - 主演[10]
  - DREAM BOYS（2011年9月3日 - 25日、帝国劇場） - 主演[99]
  - DREAM BOYS（2012年9月3日 - 29日、帝国劇場） - 主演[100]
- 靑い種子は太陽のなかにある（2015年8月10日 - 30日、Bunkamuraオーチャードホール / 9月4日 - 13日、オリックス劇場） - 主演・賢司役
- 『迷子の時間』-「語る室」2020-（2020年11月7日 - 29日、PARCO劇場 / 12月8日 - 13日、サンケイホールブリーゼ） - 主演・二階堂譲 役[101][102]

### イベント
- タイフェアin東京〜THAI EXPO TOKYO 2024（2024年8月17日、代々木公園） - グランドオープニングセレモニースペシャルゲスト[103][104]
- JAPAN EXPO THAILAND 2025（2025年2月8日、バンコク） - レジェンダリーアーティスト[105]
- 昭和平成令和 みんなが踊りたい大ヒット曲！ 国民投票ベスト30（2025年6月1日、大阪・関西万博）[106]

### ラジオ
- 亀梨和也のKス・バイ・Kス（2008年4月4日 - 2011年9月30日、ニッポン放送）
- KAT-TUN 亀梨和也のHANG OUT（2011年10月1日 - 、FM NACK5）

### CM
- ロッテ「ガーナミルク」（2010年1月12日 - ） -2010年1月期TBS主演ドラマ『ヤマトナデシコ七変化』とロッテのコラボレーションによるCMをTBS系列で放送[107]
- 大塚製薬「オロナミンCドリンク」（2005年）[108]
- 任天堂「Dance Dance Revolution with MARIO」（2005年）[109]
- 角川書店「ザテレビジョン」（2005年）
- ロート製薬「ロートZi:」（2006年）
- NTTドコモ「FOMA 902i」（2005年 - 2006年）
- 日本ケンタッキーフライドチキン「粗挽き黒胡椒チキン」（2007年 - 2008年）
- パナソニック
  - 「ラムダッシュ」（2010年4月 - ）[110]
  - 「Panasonic Beauty」（2010年 - 2014年）
- AOKIホールディングス「3Dスリムスーツ」（2010年9月 - ）[111]
- キリンビバレッジ「午後の紅茶」（2012年3月 - ）[112]
- ノーベル製菓「SOURS」（2013年1月- ）
- キリンビール「のどごし〈生〉」（2014年）
- 大正製薬「ライジン」（2015年4月 - ）[113]
- Bijoude（2015年）[114]
- 保険見直し本舗（2016年 - ）[115]
- JR博多シティ「7Amuse , 7Colors , 7th Anniversary.」[116]（2018年3月 - ）
- アース製薬
  - アースジェット（2018年4月 - ）[117]
  - アース 虫よけネットEX（2019年4月 - ）[117]
- 雪国まいたけ「極」（2019年2月 - ）※関西・九州限定[118]
- 花王「サクセス」（2020年3月 - ）[119]
- ヤクルト本社「タフマン」（2020年10月 - ）[120]
- DMM.com「DMM TV」（2024年11月 - ）[121]

## 主催公演

### ソロコンサート
- KAT-TUN KAZUYA KAMENASHI CONCERT TOUR 2017 The―〜Follow me〜（2017年7月13日 - 10月30日、17都市19会場、計38公演）[122]

### ソロイベント
- Inside 23 experiment No.0（2023年12月29日、Billboard Live TOKYO、計1公演）[123][注 2]
- Inside 23 experiment No.0 / No.B（2024年2月23日、Billboard Live TOKYO、計1公演）[125][126]
- Inside 23 experiment No.0 day 223（2024年11月1日、計1公演、生配信）[26][127]

### ファンミーティング
- KAZUYA KAMENASHI -TALK to ME-（2025年9月6日・7日予定、グランキューブ大阪 メインホール / 10月6日・7日予定、パシフィコ横浜国立大ホール）[31]

## 演出
自身が出演していないものを記載する。

### コンサート
- ALL Johnnys' Jr. 2023 わっしょいCAMP! in Dome（2023年7月16日 - 17日、京セラドーム / 8月19日 - 20日、東京ドーム） - 演出[128]

## 作品

### シングル
順位はオリコンチャートのウィークリーシングルランキングでの最高順位を示す。
| 枚 | 発売日         | タイトル | 販売形態    | 販売形態   | 規格品番       | 順位 |
| -- | -------------- | -------- | ----------- | ---------- | -------------- | ---- |
| 1  | 2019年05月15日 | Rain     | 初回限定盤1 | CD+2DVD    | JACA-5771〜3   | 1位  |
| 1  | 2019年05月15日 | Rain     | 初回限定盤2 | CD+DVD     | JACA-5774/5    | 1位  |
| 1  | 2019年05月15日 | Rain     | 通常盤      | CD         | JACA-5776      | 1位  |
| 2  | 2023年08月18日 | Cross    | 初回限定盤  | CD+Blu-ray | JACA-6085/6086 | 1位  |
| 2  | 2023年08月18日 | Cross    | 初回限定盤  | CD+DVD     | JACA-6087/6088 | 1位  |
| 2  | 2023年08月18日 | Cross    | 通常盤      | CD         | JACA-6089      | 1位  |
| 2  | 2023年08月18日 | Cross    | 通販盤      | CD+Blu-ray | JSNC-068/069   | 1位  |
| 2  | 2023年08月18日 | Cross    | 通販盤      | CD+DVD     | JSNC-070/071   | 1位  |

#### デジタルシングル
順位は週間オリコンランキングのデジタルシングル（単曲）ランキングでの最高順位を示す。 
|     | 配信日        | タイトル  | 販売形態               | 規格品番  | 順位 |
| --- | ------------- | --------- | ---------------------- | --------- | ---- |
| 1st | 2025年8月20日 | The truth | デジタル・ダウンロード | LCDA-0285 |      |

### アルバム

#### デジタルアルバム
順位は週間オリコンランキングのデジタルアルバムランキングでの最高順位を示す。 
|     | 配信日        | タイトル  | 販売形態               | 規格品番  | 順位 |
| --- | ------------- | --------- | ---------------------- | --------- | ---- |
| 1st | 2025年8月20日 | Kame Best | デジタル・ダウンロード | LCDA-0286 |      |

### 企画ユニット作品
- 堀田家BAND「サヨナラ☆ありがとう」（2013年11月6日） - 玉置浩二とのユニット

### その他
JASRAC公式サイトの「作品データベース検索サービス」において、作詞、作曲、アーティスト名（名義）に「亀梨和也」「Kazuya Kamenashi」いずれかを含む楽曲の検索結果をもとに記述。
| 曲名                 | 作詞                                                | 作曲                                               | JASRAC 作品コード | 名義             | 収録 |
| -------------------- | --------------------------------------------------- | -------------------------------------------------- | ----------------- | ---------------- | --- |
| 離さないで愛         | 堂本剛                                              | 堂本剛                                             | 106-6630-3        | KAT-TUN          | DVD『お客様は神サマーConcert 55万人愛のリクエストに応えて!!』 - 亀梨ソロ シングル『Dead or Alive』〈初回限定盤2〉 - 亀梨ソロ |
| 絆                   | 亀梨和也                                            | 馬飼野康二                                         | 121-0315-2        | KAT-TUN 修二と彰 | シングル『青春アミーゴ』 - 亀梨ソロ                                                                                          |
| 00'00'16             | 白井裕紀                                            | ARCHIBOLD                                          | 132-4744-1        | 亀梨和也         | DVD『Live of KAT-TUN "Real Face"』 - 亀梨ソロ シングル『Cross』〈通販盤〉 - 亀梨ソロ                                         |
| someday for somebody | H.U.B.                                              | 江上浩太郎                                         | 139-9431-0        | KAT-TUN          | アルバム『cartoon KAT-TUN II You』 - 亀梨ソロ                                                                                |
| INTO MINE            | 亜美                                                | 宮﨑歩                                             | 144-5461-1        | 亀梨和也         | |
| w/o notice??         | N,AKIRA                                             | AKIRA                                              | 150-3713-4        | KAT-TUN          | シングル『DON'T U EVER STOP』〈初回限定盤1〉 - 亀梨ソロ                                                                      |
| 1582                 | n                                                   | M.Y                                                | 158-8131-8        | KAT-TUN 亀梨和也 | アルバム『Break the Records -by you & for you-』 - 亀梨ソロ                                                                  |
| 愛しているから       | Kazuya Kamenashi Satomi                             | Yuka Kawamura                                      | 161-8788-1        | 亀梨和也 KAT-TUN | シングル『Love yourself 〜君が嫌いな君が好き〜』〈初回限定盤1〉 - 亀梨ソロ                                                   |
| SWEET                | n                                                   | TAKASHI OGAWA                                      | 700-4209-8        | KAT-TUN 亀梨和也 | アルバム『NO MORE PAIИ』 - 亀梨ソロ                                                                                          |
| LOST MY WAY          | ma-saya                                             | ALY AMIR GHARIB TAKUYA HARADA                      | 1A5-1928-2        | 亀梨和也         | DVD『KAT-TUN -NO MORE PAIИ- WORLD TOUR 2010』 - 亀梨ソロ                                                                     |
| ずっと               | t-oga                                               | Hiroshi Okazaki t-oga                              | 704-2017-3        | 亀梨和也 KAT-TUN | アルバム『CHAIN』 - 亀梨ソロ                                                                                                 |
| Emerald              | KAZUYA KAMENASHI                                    | DAISHI DANCE                                       | 201-5685-5        | KAT-TUN 亀梨和也 | アルバム『come Here』 - 亀梨ソロ                                                                                             |
| 〜Follow me〜        | 亀梨和也                                            | Chris Wahle CR                                     | 1K6-1861-6        | 亀梨和也 亀と山P | シングル『背中越しのチャンス』〈初回限定盤2〉 - 亀梨ソロ                                                                     |
| wonderful world      | 亀梨和也                                            | Stephan Elfgren Justin Reinstein                   | 1K6-4048-4        | 亀梨和也 KAT-TUN | シングル『Ask Yourself』〈通常盤/初回プレス〉 - 亀梨ソロ                                                                     |
| One way love         | Komei Kobayashi                                     | P3AK Tony Ferrari                                  | 1M1-8092-8        | KAT-TUN 亀梨和也 | アルバム『CAST』 - 亀梨ソロ                                                                                                  |
| CAN'T CRY            | 佐藤千亜妃                                          | 佐藤千亜妃                                         | 247-7115-5        | KAT-TUN          | アルバム『IGNITE』 - 亀梨ソロ                                                                                                |
| Dancer               | Tomohisa Yamashita Kazuya Kamenashi KOUDAI IWATSUBO | Jonas Mengler Johannes Weussschnur KOUDAI IWATSUBO | 1M5-1015-4        | 山下智久         | アルバム『UNLEASHED』 |
| ねぇ もっと          | 亀梨和也                                            | 栗原暁 久保田真悟                                  | 248-2824-6        | 美 少年          | |
| Cross                | 亀梨和也                                            | 布袋寅泰                                           | 286-5546-0        | 亀梨和也         | シングル『Cross』 |
| 夏の終わり           | Satomi                                              | Joey Carbone Lisa Hwang                            | 126-7930-5        | 亀梨和也         | シングル『Cross』〈通販盤〉                                                                                                  |
| That is that         | 25→graffiti                                         | Erik Lidbom Ninos Hanna                            | 5A1-7522-3        | 亀梨和也         | シングル『Cross』〈初回限定盤〉                                                                                              |

### ミュージック・ビデオ
| 年   | タイトル  | リンク     |
| ---- | --------- | ---------- |
| 2025 | The truth | [ 動画 1 ] |

## タイアップ
| 曲名            | タイアップ |
| --------------- | --- |
| 絆              | 日本テレビ系ドラマ『ごくせん 第2シリーズ』挿入歌 日本テレビ系『24時間テレビ29「愛は地球を救う」』テーマソング |
| VANILLA KISS    | CM：ReBoot「Bijoude」                                                                                         |
| Wonderful World | 日本テレビ系『次の瞬間、熱くなれ。THE BASEBALL 2017』イメージソング                                           |
| Rain            | フジテレビ系ドラマ『ストロベリーナイト・サーガ』主題歌                                                        |
| 手をのばせ      | 日本テレビ系『Fun!BASEBALL!!2019』イメージソング 日本テレビ系『Going! Sports & News』テーマソング             |
| Cross           | 日本テレビ系『DRAMATIC BASEBALL』イメージソング 日本テレビ系『Going! Sports & News』テーマソング              |
| The truth       | 日本テレビ系『Going! Sports & News』15周年テーマソング 日本テレビ系『DRAMATIC BASEBALL 2025』イメージソング   |

## 書籍

### 写真集
- 亀梨和也PHOTOBOOK「ユメより、亀。」（2018年2月23日、集英社）[137] ISBN 978-4-08-780830-8

### 雑誌連載
- 集英社『MAQUIA』「亀カメラ」（2011年2月号[要出典] - 2025年10月号[138]）
- 学研パブリッシング『POTATO』「亀梨和也のGoing! my way」（2011年2月号 - ） [139]

### Web連載
- Johnny's Web ※公式携帯サイト
  - K.KAMENASHI（不定期）（2016年7月14日 - ）
  - KAT-TUN'S MANUAL（2005年6月4日 - 2016年6月26日/2018年3月22日 - ）
  - Kazuya Kamenashi 1986（2009年1月13日 - 3月10日、期間限定）